# Melitaea ocelliformis
Melitaea ocelliformis är en fjärilsart som beskrevs av Reuss 1921. Melitaea ocelliformis ingår i släktet Melitaea och familjen praktfjärilar. Inga underarter finns listade i Catalogue of Life.